# Каттакурганский район
Каттакурганский район (тума́н; узб. Kattaqoʻrgʻon tumani / Каттақўрғон тумани) — район в Самаркандской области Узбекистана. Административный центр — город Пайшанба.

## История
Каттакурганский район был образован в 1920-е годы. В 1938 году вошёл в состав Самаркандской области. 2 марта 1959 года к Каттакурганскому району был присоединён Карадарьинский район.

## Административно-территориальное деление
По состоянию на 1 января 2011 года, в состав района входят:
- Город

1. Пайшанба.

- 8 городских посёлков:

1. Войрот,
2. Карадарья,
3. Каттаминг,Узб
4. Куйравот,
5. Иска,
6. Яккабог,
7. Мундиён,
8. Полвонтепа,
9. Сув-Ховузи,
10. Янгикурганча.

- 11 сельских сходов граждан:

1. Аманбай,
2. Гирдыкурган,
3. Джумабай,
4. Дурбеш,
5. Каттакурпа,
6. Каттаминг,
7. Кичикмундиян,
8. Куштепа,
9. Майбулак,
10. Сарайкурган,
11. Янгикурганча.